# Seznam představitelů Bosny a Hercegoviny
Seznam představitelů Bosny a Hercegoviny zahrnuje bosenské krále (období 1377–1463), představitele a premiéry socialistické republiky Bosna a Hercegovina (období 1943–1992), představitele státu Bosna a Hercegovina (od roku 1992) a také tzv. Vysoké představitele pro Bosnu a Hercegovinu (od roku 1997).

## Bosenští králové
Kotromanićové
- Tvrtko I. (1377–1391)
- Štěpán Dabiša (1391–1395)
- Helena Bosenská (1395–1398), žena Štěpána Dabiši
- Štěpán Ostoja (1398–1404, 1409–1418)
- Štěpán Ostojić (1418–1421)
- Radivoj (1432–1435), vzdorokrál
- Tvrtko II. (1404–1409, 1421–1443)
- Štěpán Tomáš I. (1443–1461)
- Štěpán Tomašević (1461–1463)

## Nejvyšší představitelé
- Předseda Zemského protifašistického výboru národního osvobození Bosny a Hercegoviny
  - Vojislav Kecmanović (1943–1945)
- Předsedové Předsednictva Lidového shromáždění (1945–1953)
  - Vojislav Kecmanović (1945–1946)
  - Đuro Pucar (1946–1948)
  - Vlado Segrt (1948–1953)
- Předsedové Lidového shromáždění Lidové republiky Bosna a Hercegovina (1953–1963), resp. Socialistické republiky Bosna a Hercegovina (1963–1974)
  - dočasně neobsazeno (1953)
  - Đuro Pucar (1953–1963)
  - Ratomir Dugonjić (1963–1967)
  - Džemal Bijedić (1967–1971)
  - Hamdija Pozderac (1971–1974)
- Předsedové Předsednictva (1974–1996)
  - Ratomir Dugonjić (květen 1974 – duben 1978)
  - Raif Dizdarević (duben 1978 – duben 1982)
  - Branko Mikulić (duben 1982 – duben 1984)
  - Milanko Renovica (duben 1984 – duben 1985)
  - Munir Mesihović (duben 1985 – duben 1987)
  - Mato Andrić (duben 1987 – duben 1988)
  - Nikola Filipović (duben 1988 – duben 1989)
  - Obrad Piljak (duben 1989 – 20. prosinec 1990)
  - Alija Izetbegović (20. prosinec 1990–1996), od roku 1992 již Bosna a Hercegovina není součástí Jugoslávie
- Předsedové Předsednictva Bosny a Hercegoviny (od 1996)
  - Alija Izetbegović (1996–1998)
  - Živko Radišić (1998–1999)
  - Ante Jelavić (1999–2000)
  - Alija Izetbegović (2000)
  - Živko Radišić (2000–2001)
  - Jozo Križanović (2001–2002)
  - Beriz Belkić (2002)
  - Mirko Šarović (2002–2003)
  - Dragan Čović (2003)
  - Borislav Paravac (2003)
  - Dragan Čović (2003–2004)
  - Sulejman Tihić (2004)
  - Borislav Paravac (2004–2005)
  - Ivo Miro Jović (2005–2006)
  - Sulejman Tihić (2006)
  - Nebojša Radmanović (2006–2007)
  - Željko Komšić (2007–2008)
  - Haris Silajdžić (2008)
  - Nebojša Radmanović (6. listopadu 2008 – 6. července 2009)
  - Željko Komšić (6. července 2009 – 6. března 2010)
  - Haris Silajdžić (březen 2010 – listopad 2010)
  - Nebojša Radmanović (10. listopadu 2010 – 10. července 2011)
  - Željko Komšić (10. července 2011 – 10. března 2012)
  - Bakir Izetbegović (březen 2012 – listopad 2012)
  - Nebojša Radmanović (10. listopadu 2012 – 10. července 2013)
  - Željko Komšić (10. července 2013 – 10. března 2014)
  - Bakir Izetbegović (březen 2014 – listopad 2014)
  - Mladen Ivanić (17. listopadu 2014 – 17. července 2015)
  - Dragan Čović (17. července 2015 – 17. března 2016)
  - Bakir Izetbegović (17. března 2016 – 17. listopadu 2016)
  - Mladen Ivanić (17. listopadu 2016 – 17. července 2017)
  - Dragan Čović (17. července 2017 – 17. března 2018)
  - Bakir Izetbegović (17. března 2018 – 20. listopadu 2018)
  - Milorad Dodnik (20. listopadu 2018 – 20. července 2019)
  - Željko Komšić (20. července 2019 –20. března 2020)
  - Šefik Džaferović (20. března 2020 – 20. listopadu 2020)
  - Milorad Dodnik (20. listopadu 2020 – 20. července 2021)
  - Željko Komšić (20. července 2021 –20. března 2022)
  - Šefik Džaferović (20. března 2022 – 16. listopadu 2022)
  - Željka Cvijanović (16. listopadu 2022 – 16. července 2023)
  - Željko Komšić (16. července 2023 –16. března 2024)
  - Denis Bećirović (od 16. března 2024)

## Premiéři
- Předsedové vlády (1945–1953)
  - Rodoljub Čolaković (1945–1948)
  - Đuro Pucar (1948–1953)
- Předsedové výkonného výboru (1953–1990)
  - Đuro Pucar (1953)
  - Avdo Humo (1953–1956)
  - Osman Karabegović (1956–1963)
  - Hasan Brkić (1963–1965)
  - Rudi Kolak (1965–1967)
  - Branko Mikulić (1967–1969)
  - Dragutin Kosovac (1969–1974)
  - Milanko Renovica (1974–1982)
  - Seid Maglajlija (1982–1984)
  - Gojko Ubiparip (1984–1986)
  - Josip Lovrenović (1986–1988)
  - Marko Ćeranić (1988–1990)
- Předsedové vlády (od 1990)
  - Jure Pelivan (1990–1992)
  - Mile Akmadžić (1992–1993)
  - Haris Silajdžić (1993–1996)
  - Hasan Muratović (1996–1997)
  - Haris Silajdžić a Boro Bosić	(1997–1999), společně
  - Haris Silajdžić a Svetozar Mihajlović (1999–2000), společně
  - Spasoje Tuševljak (2000)
  - Martin Raguž (2000–2001)
  - Božidar Matić (2001)
  - Zlatko Lagumdžija (2001–2002)
  - Dragan Mikerević	(2002)
  - Adnan Terzić (2002–2007)
  - Nikola Špirić (11. ledna 2007 – 12. ledna 2012)
  - Vjekoslav Bevanda (12. ledna 2012 – 31. března 2015)
  - Denis Zvizdić (31. března 2015 – 23. prosince 2019)
  - Zoran Tegeltija (23. prosince 2019 – 25. ledna 2023)
  - Borjana Krištová (od 25. ledna 2023)

## Vysoký představitel pro Bosnu a Hercegovinu
- Vysocí představitelé pro Bosnu a Hercegovinu (od 1997)
  - Carlos Westendorp Cabeza (1997–1999)
  - Wolfgang Petritsch (1999–2002)
  - Jeremy John Durham Ashdown (2002–2006)
  - Christian Schwarz-Schilling (2006–2007)
  - Miroslav Lajčák (2007–2009)
  - Valentin Inzko (26. března 2009–2. srpna 2021 )
  - Christian Schmidt (od 2. srpna 2021)